# パリの歴史軸

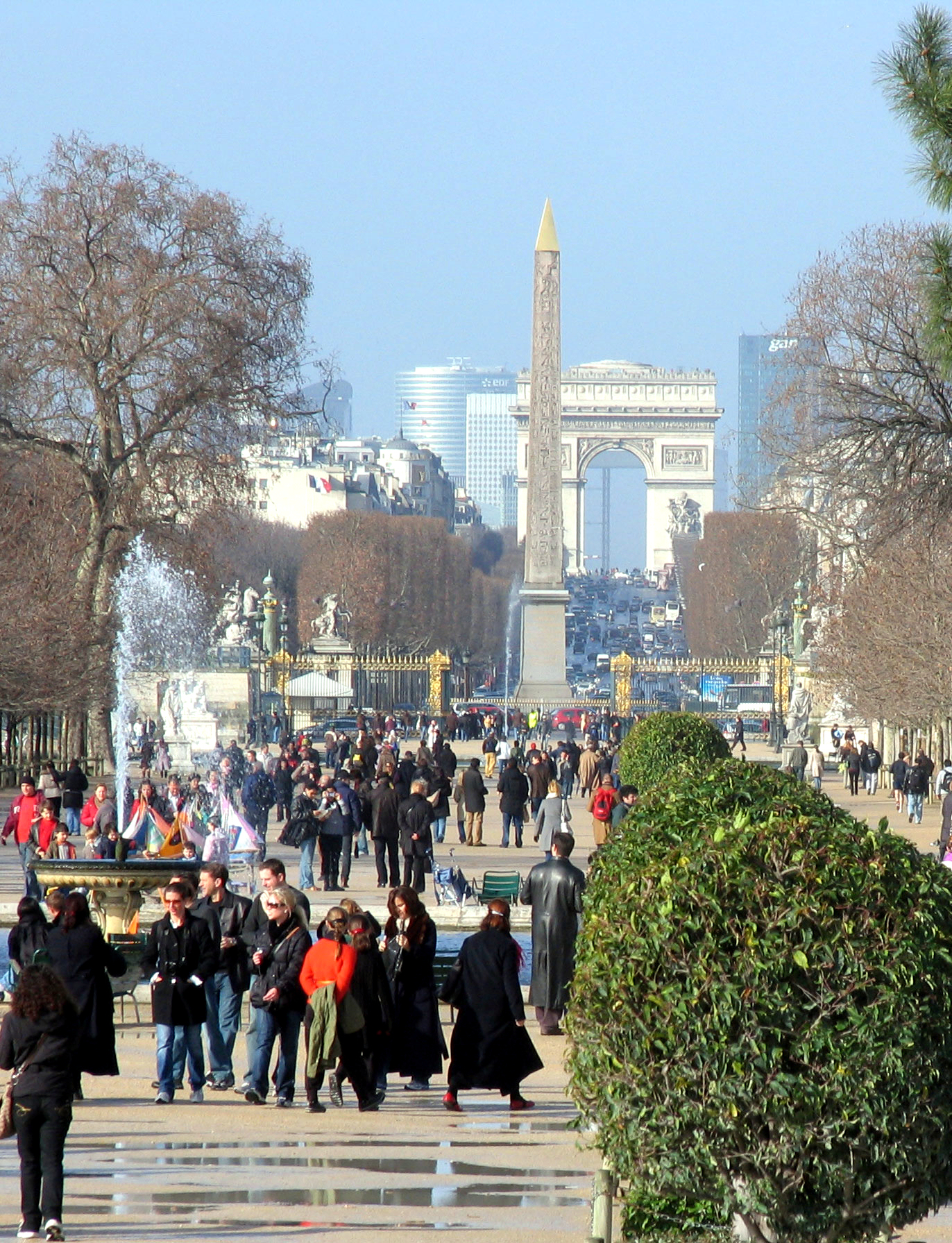
テュイルリー庭園から見たコンコルド広場とエトワール凱旋門。後方にラ・デファンスのビル群

パリの歴史軸（パリのれきしじく、フランス語: axe historique）とは、フランスの首都パリの中心部から西部にかけて、歴史的建築物、記念碑、道路などが一直線上に並んでいる部分を指す。この直線を凱旋路(voie triomphale)、王の道(voie royale)などと呼ぶこともある。この直線はもともとテュイルリー宮殿とその庭園（現テュイルリー庭園）の中心軸であり、後に東西に延長された。東はルーヴル美術館中庭のカルーゼル凱旋門から西はラ・デファンス地区のグランダルシュまで約8kmに及ぶ。

## 軸
歴史軸の東端はルーヴル美術館の中庭（カルーゼル広場）に位置するカルーゼル凱旋門とするのが一般的である。ルーヴル美術館自体は、北側のリシュリュー翼こそ軸とほぼ平行になっているものの、東側の旧ルーヴル宮殿の方形宮や中庭（ナポレオン広場）のピラミッドは軸に対してやや傾いている。
ルーヴルの西にはテュイルリー庭園が位置する。この庭園は軸を挟んで左右対称な形をしており、中心軸上に噴水と池がある。庭園の西端には軸を挟んで対称な位置のテラス上にオランジュリー美術館とジュ・ド・ポーム国立ギャラリーが建っている。
テュイルリー庭園の西はコンコルド広場である。広場の中央にはオベリスクが立てられており、軸を挟んで対称な位置に2つの噴水がある。また広場からは軸に直交するように南北に2つの道路が出ており、北はマドレーヌ寺院、南はコンコルド橋を経てブルボン宮殿（国民議会議事堂）に至る。
コンコルド広場の西はシャンゼリゼ通りを経てシャルル・ド・ゴール広場（旧称エトワール広場）に至る。広場の中心にエトワール凱旋門があり、広場からは12本の道路が放射状に広がっている。その西はグラン・ダルメ（大陸軍）通りとなり、パリ市の市境でブローニュの森の入口でもあるポルト・マイヨーに至る。ここでは広場の北にパレ・デ・コングレ・ド・パリがある。
さらに西では通りの名はシャルル・ド・ゴール通りとなり、ヌイイ橋でセーヌ川を渡ってラ・デファンス地区に入る。ラ・デファンスでは軸上には建物は建てられておらず、地下は鉄道線路、地上は自動車道路、その上の人工地盤が歩行者専用道路となっている。地区の西端にグランダルシュが建っている。
なお、グランダルシュの向きは軸に対してわずかに（約6度）傾いている。これは地下の線路や道路を避けるためであるが、地理学者ジョール・リショは「グランダルシュとルーヴルの角度のずれは同じであり、これによって歴史軸の両端が完結した」と評している。
軸の地下をコンコルド広場からラ・デファンスまでメトロ1号線が、またシャルル・ド・ゴール広場からラ・デファンスまでRERのA線が通っている。

## 歴史

### テュイルリー宮殿

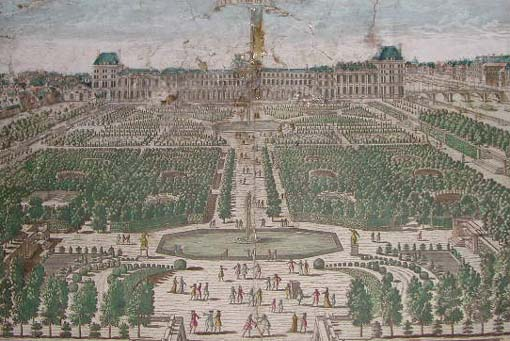
テュイルリー宮殿と庭園。17世紀

セーヌ川の北岸には中世以来の要塞があり、14世紀頃からは改造されて王宮となった。これがルーヴル宮殿である。宮殿は歴代の王たちによって増改築されたが、16世紀には手狭となっていた。そこで1563年から王母カトリーヌ・ド・メディシスによってルーヴルの西約500mの城壁外にテュイルリー宮殿の建設が始められた。宮殿の西には幅300m、奥行き500mほどの庭園が設けられた。
17世紀後半のルイ14世の時代、財務総監ジャン＝バティスト・コルベールは造園家アンドレ・ル・ノートルにテュイルリー庭園の改造を命じ、庭園は宮殿の軸を中心に左右の対称性を強調した形に改められた。また庭園から西へは中心軸を延長する形で並木道が設けられた。これは当初テュイルリー通りと名付けられていたが、1709年にシャンゼリゼと改称された。1724年には通りはシャイヨーの丘（現シャルル・ド・ゴール広場）まで延長された。

### ルーヴル、テュイルリーの連結

現在のルーヴルとテュイルリー

テュイルリー宮殿が建てられてからまもなく、テュイルリーと東のルーヴル宮殿を建物でつなぎ、一体の宮殿としようとする構想が持ち上がった。アンリ4世は1608年、両宮殿の南側をセーヌ川沿いにつなぐ廊下「水辺のガルリー」を完成させた。
後の王や皇帝は両宮殿の北側も建物でつなぎ、間を中庭として大きな宮殿にしようと試みた。これらの計画では、両宮殿の角度のずれを目立たなくするため、南北に横断棟を設けるなどさまざまな工夫が施されていた。しかし、両宮殿の連結が実現するのは第二帝政時代まで待たなければならなかった。建設が進まなかったのは、両宮殿の間はすでに多くの建物があり、当時は土地の強制収容に関する法律もなかったので、これらを買収するには多くの時間と費用がかかったためである。またルイ14世以降の王はヴェルサイユ宮殿に住んだためパリの宮殿に対する関心が低く、フランス革命以後の政権はいずれも短命で長期的な計画を遂行することができなかった。

### 西への延伸

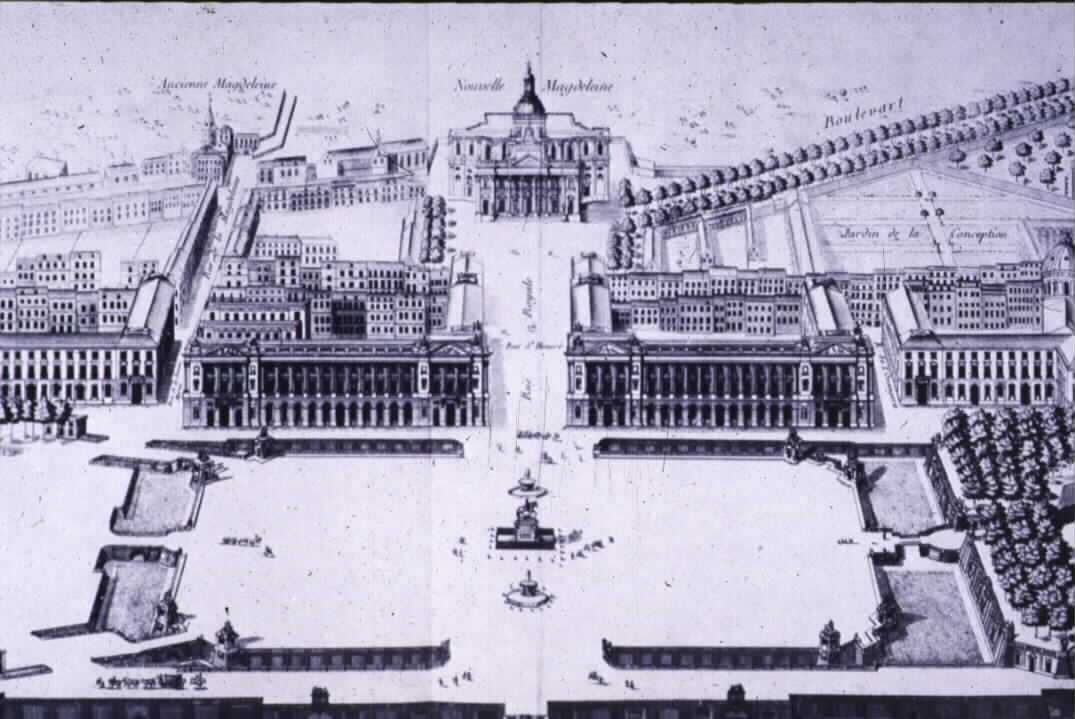
ガブリエルによるルイ15世広場の設計

1753年、ルイ15世はテュイルリー庭園とシャンゼリゼの間の低湿地に広場を作ることを計画し、1755年には建築家ガブリエルによる設計が完了する。1763年にはこの広場にルイ15世の銅像が設置された。広場は当初ルイ15世広場と呼ばれ、後に革命広場、さらにコンコルド広場と名を変えた。
広場を通りテュイルリー-シャンゼリゼの軸に直交する方向には、マドレーヌ寺院（1764年）からセーヌ川のルイ16世橋（1791年、現コンコルド橋）に至る直交軸が形成された。
一方1770年からはシャンゼリゼの並木道がさらに西へ伸ばされ、1772年にはヌイイにセーヌ川を渡る石造の橋が架けられた。このときシャイヨーの丘はシャンゼリゼの勾配を緩和するため5mほど削られている。またヌイイ橋の対岸のシャントコックの丘にはシャイヨーの丘と対になる広場が作られた。これが後のラ・デファンスである。

### 第一帝政〜7月王政

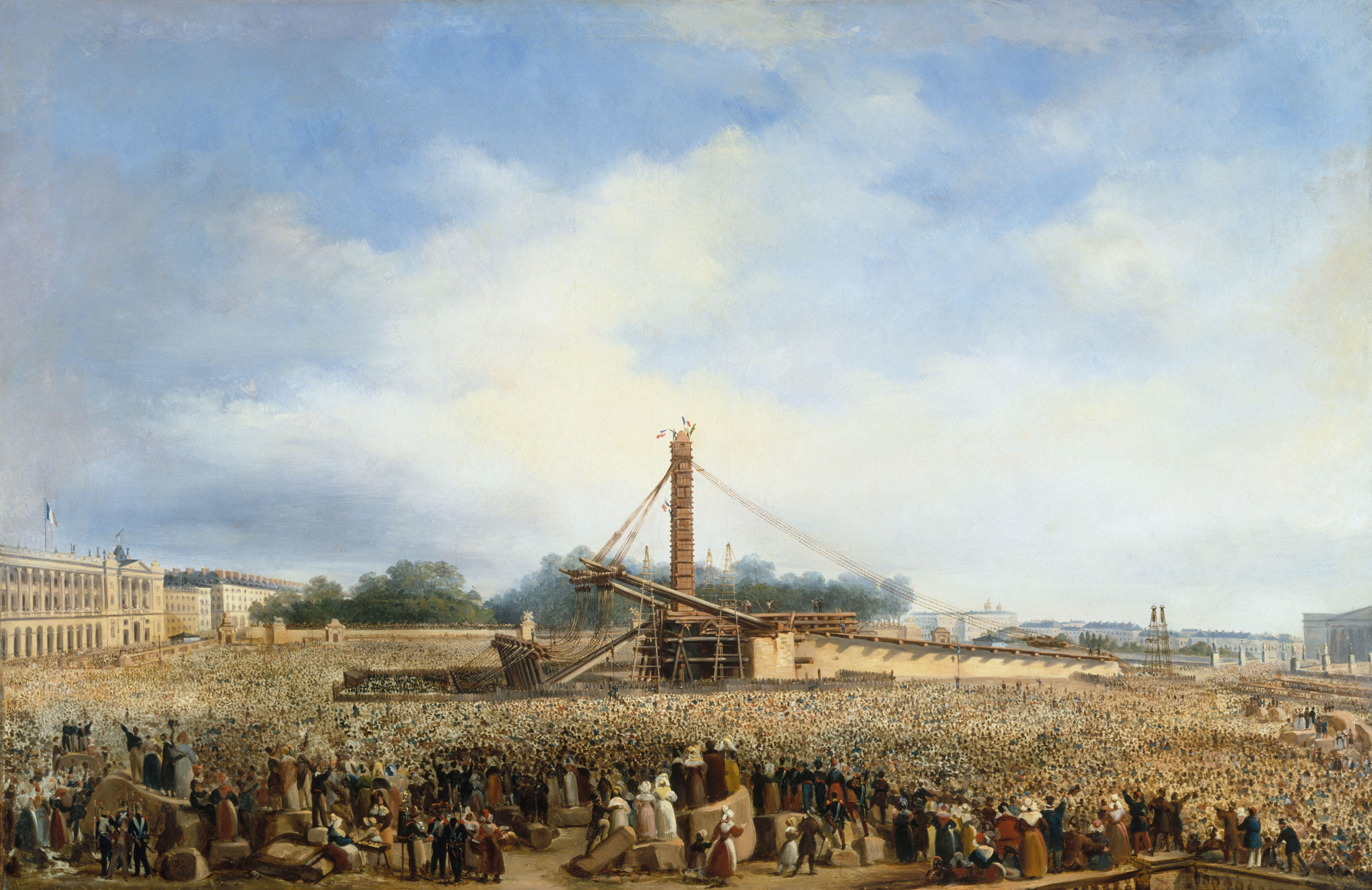
オベリスクの建立

第一帝政期から復古王政、7月王政期には、軸上に多くの記念碑的建造物が設けられた。
ナポレオン・ボナパルトは1800年、現在のルーヴル美術館中庭に位置するカルーゼル広場を拡張し、ここに1806年から1808年にかけてイタリアでの勝利を記念する凱旋門（カルーゼル凱旋門）を建てた。またシャイヨーの丘でも1806年からエトワール凱旋門の建設が始められたが、これはナポレオン存命中には完成せず、7月王政下の1836年にようやく完成した。

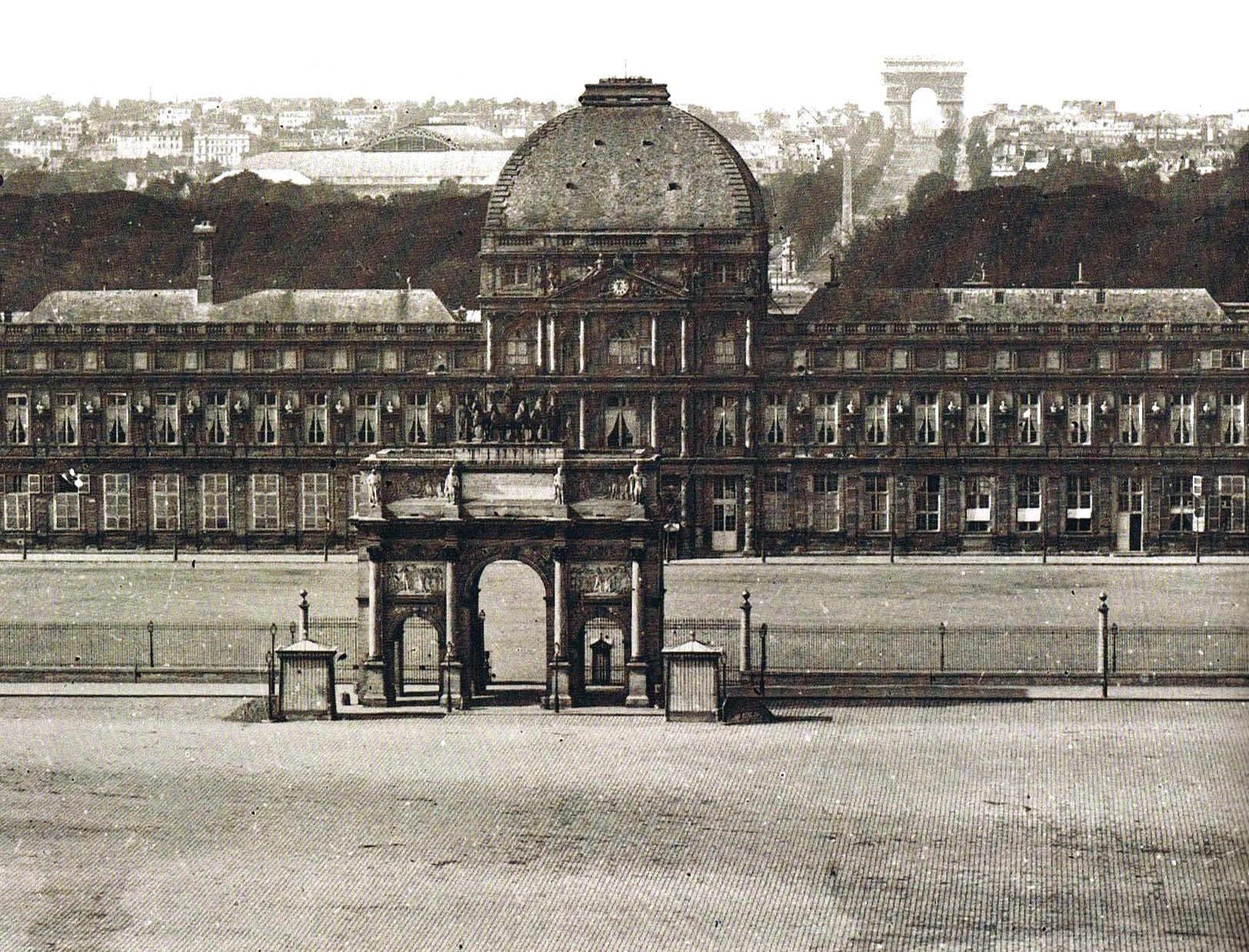
手前からカルーゼル凱旋門、テュイルリー宮殿、エトワール凱旋門（1860年）

7月王政期には建築家ジャック・イニャス・イトルフの設計によりコンコルド広場の整備が行なわれた。1831年にはエジプトのムハンマド・アリーから寄贈されたルクソール神殿のオベリスクが広場中央に設置された。
イトルフは続いてシャンゼリゼの整備も担当し、通り沿いに劇場、レストラン、カフェなどが建てられた。

### オスマンのパリ改造

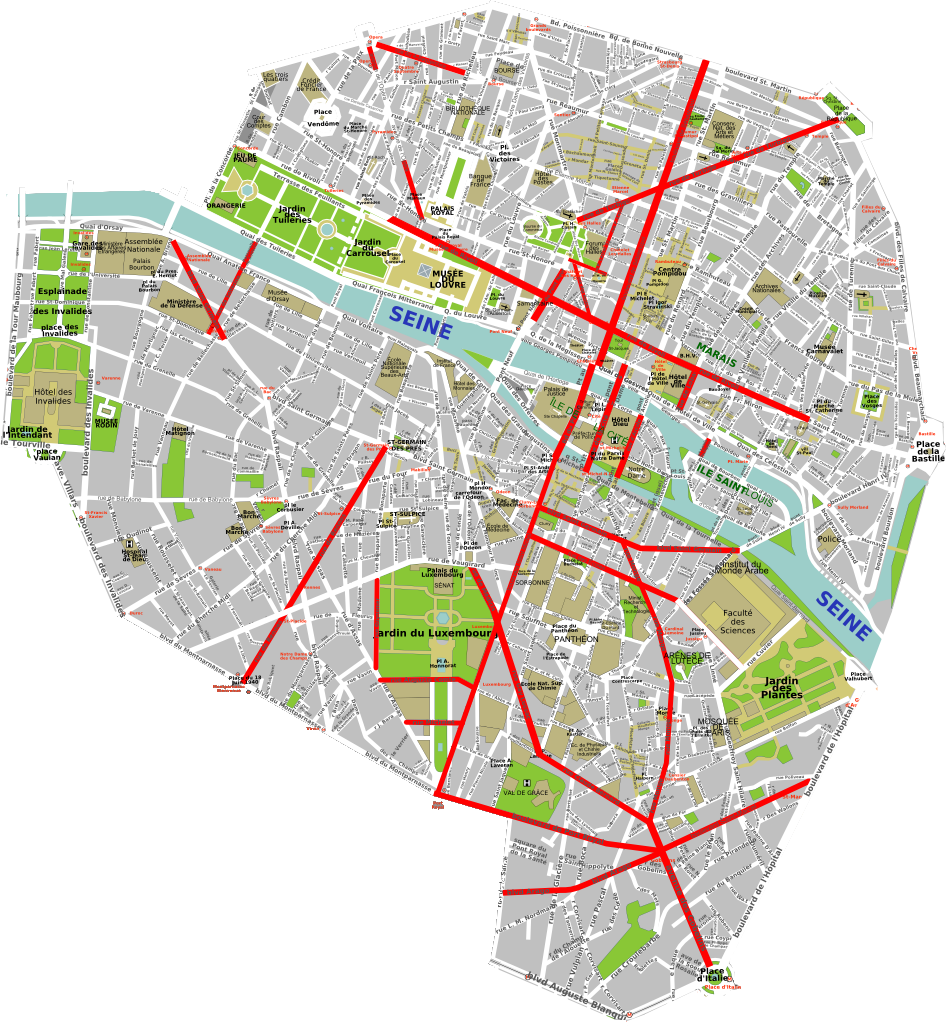
オスマンのパリ改造。東西の赤線がリヴォリ通り。

第二帝政期にはセーヌ県知事ジョルジュ・オスマンによって大規模なパリ改造が行なわれた。このときエトワール凱旋門の周囲にエトワール広場（現シャルル・ド・ゴール広場）が設けられ、広場を中心にシャンゼリゼを始め12本の道路が放射状に設けられた。当初設計を担当したのはイトルフだが、オスマンはイトルフと対立して設計に介入した。
パリ改造ではテュイルリー、ルーヴルの北を通り歴史軸とほぼ平行に走るリヴォリ通りが東へ延長され、東西の主要道路として位置付けられた。ルーヴル宮殿の東ではルーヴルの中心軸に正対する形で鐘楼が建てられたが、皇帝ナポレオン3世はこの鐘楼がテュイルリー宮殿からルーヴル越しに見えてしまうと両宮殿の軸が揃っていないことが目立ってしまうとして、高さを当初の設計より低く抑えさせた。
また17世紀から進められていたルーヴル、テュイルリーの連結が1856年にようやく完成した。

### テュイルリー焼失

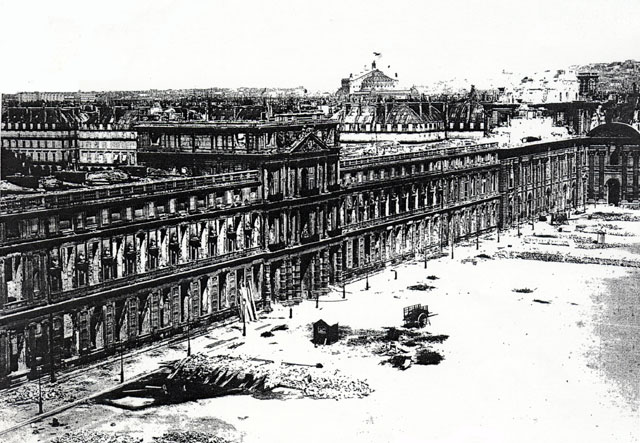
焼失したテュイルリー宮殿

パリ・コミューン末期の1871年5月23日夜、テュイルリー宮殿などパリ市内の多くの公共建築物が何者かに放火され、宮殿は全焼した。
第三共和政が安定してくると、テュイルリー宮殿を再建する案が持ち上がった。オスマンは議会で「カルーゼル凱旋門はエトワール凱旋門からの軸を受け止めるには小さすぎ、ルーヴルに対して傾いて見える。この場所に大きな建物が必要だ。」と述べている。しかし結局宮殿が再建されることはなかった。

### 20世紀
第一次世界大戦後、エトワール凱旋門に無名戦士の墓が設けられ、シャンゼリゼがパレードなど国家的行事の舞台となった。
ラ・デファンス地区では1950年代からオフィスビルの建設が始められ、1970年代には軸上に鉄道・自動車道路・歩行者道路の3層の交通路が完成する。西端にはフランソワ・ミッテラン大統領の主導で、フランス革命200年を記念したグランダルシュが建設され、1990年に完成した。
軸の東端のルーヴルでも革命200年を記念してミッテラン政権下で大改造が行なわれ、1989年にイオ・ミン・ペイの設計による中庭ナポレオン広場のピラミッドが完成した。

## ギャラリー

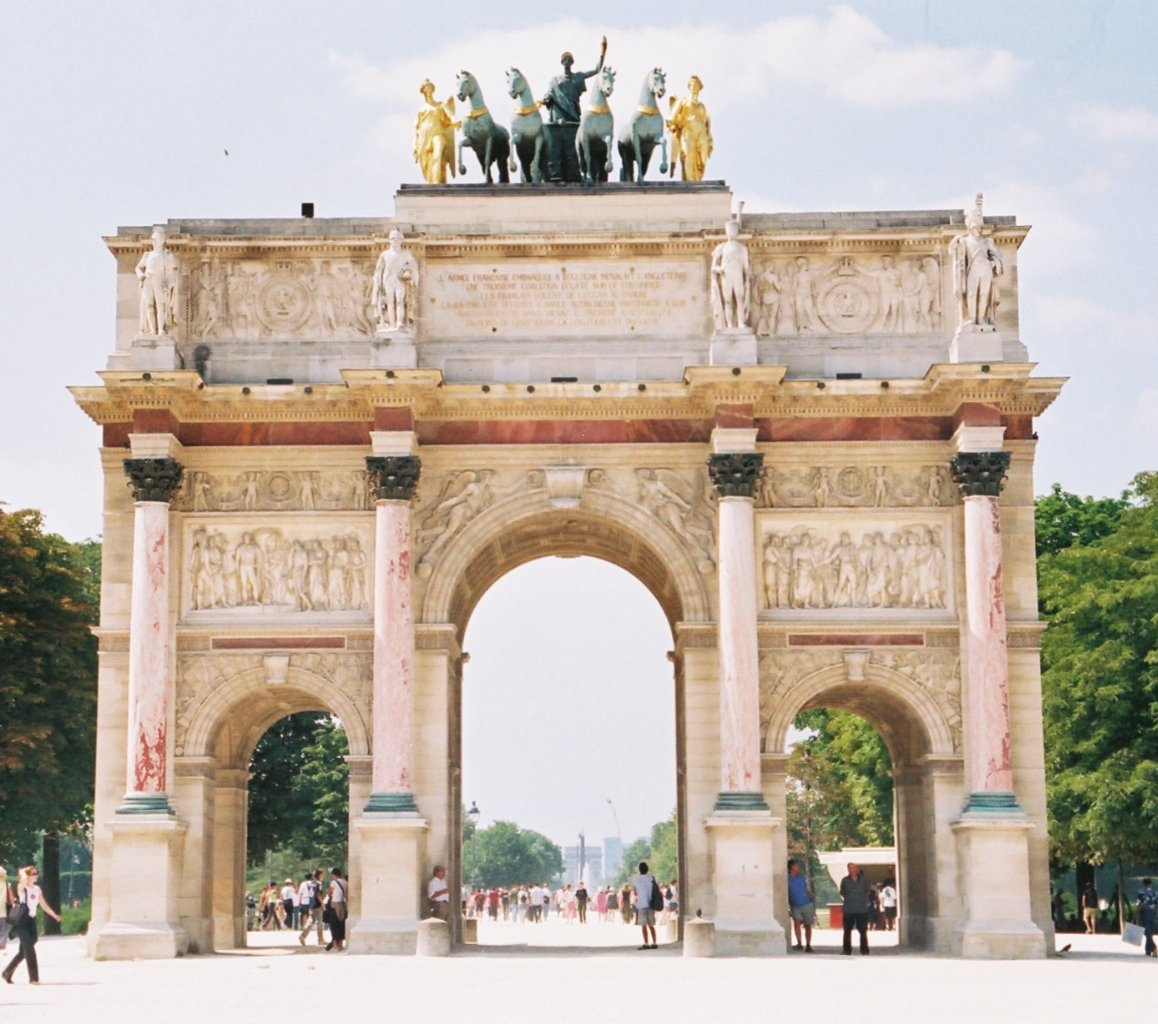
カルーゼル凱旋門（東側から）
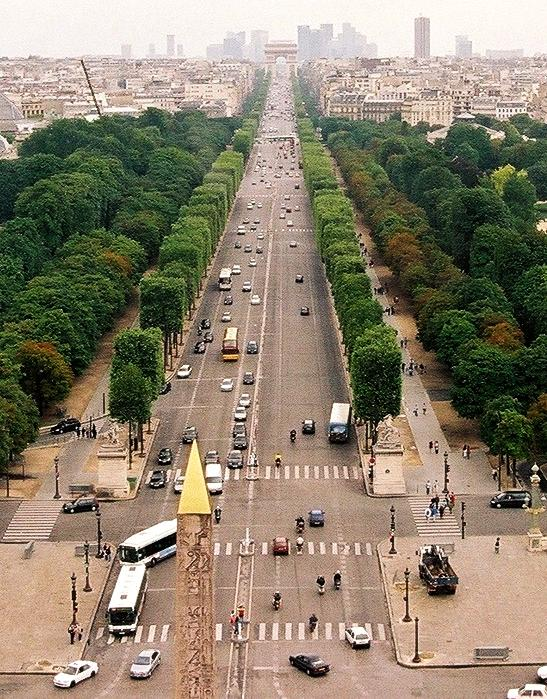
コンコルド広場から西方
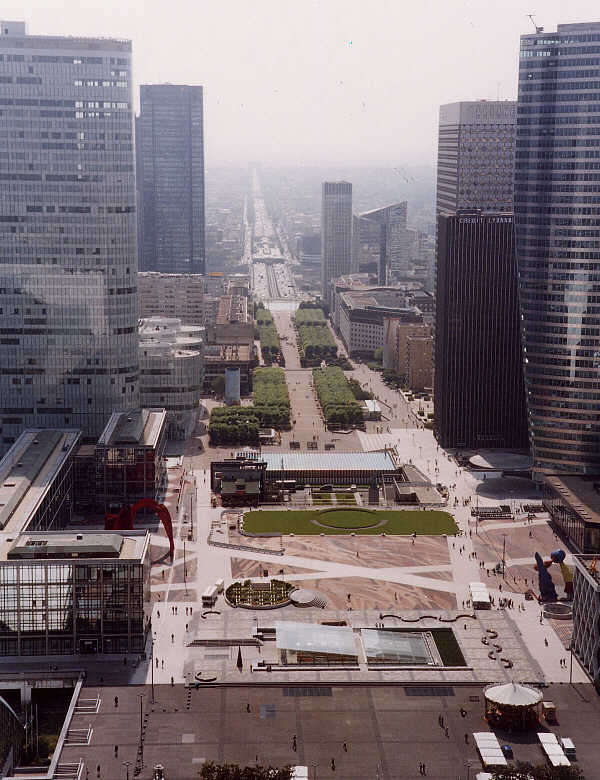
ラ・デファンスのグランダルシュから東方
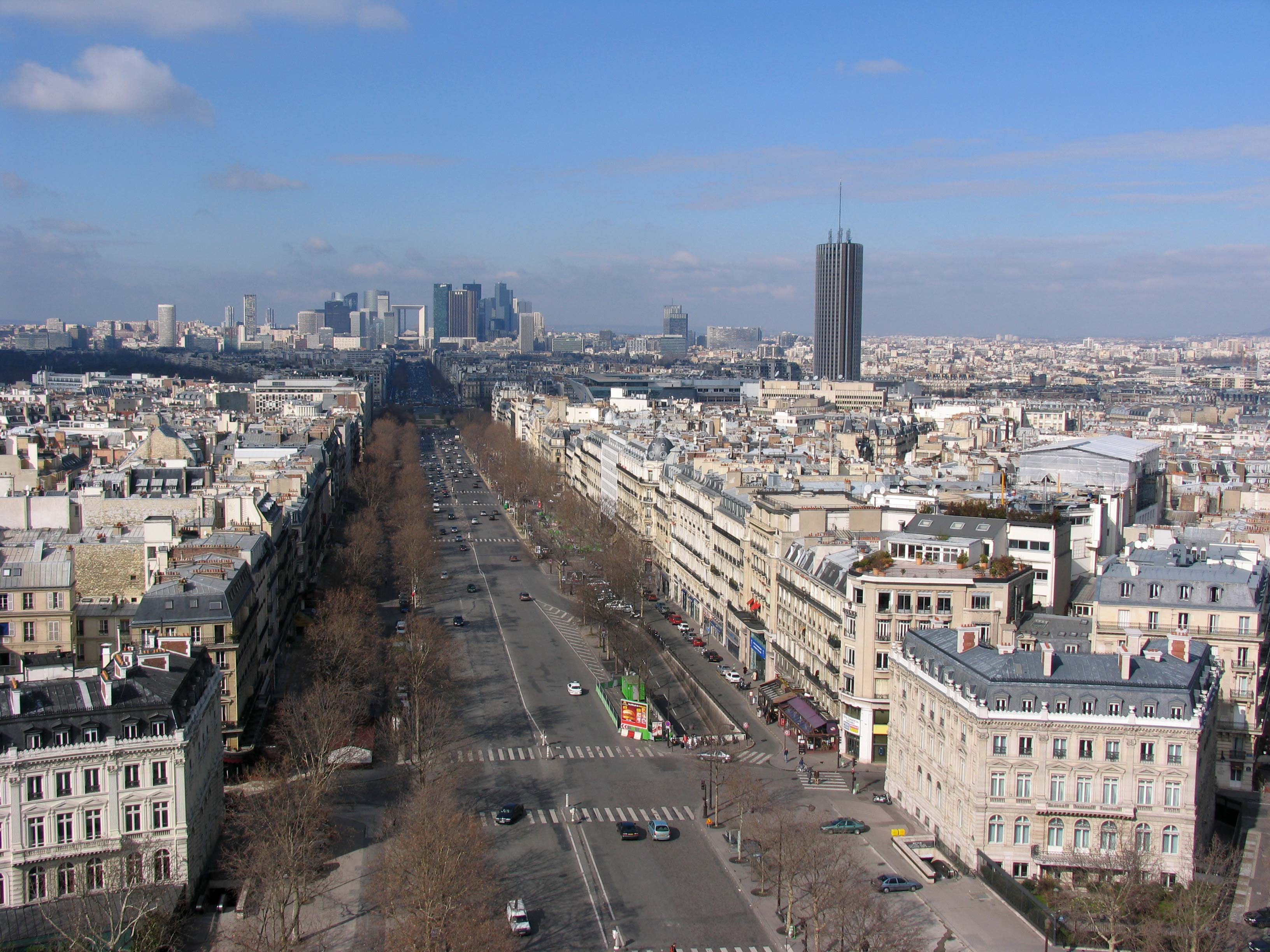
エトワール凱旋門から西方
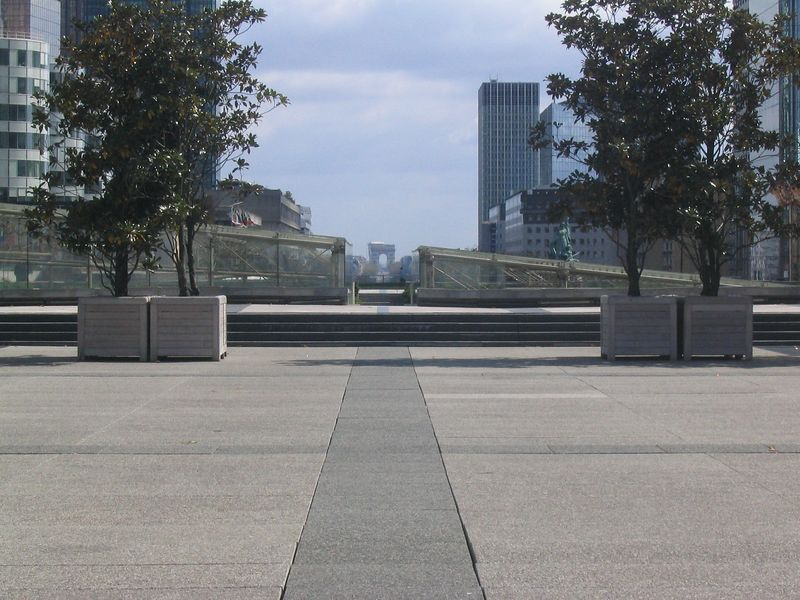
ラ・デファンスから東方

## その他の軸

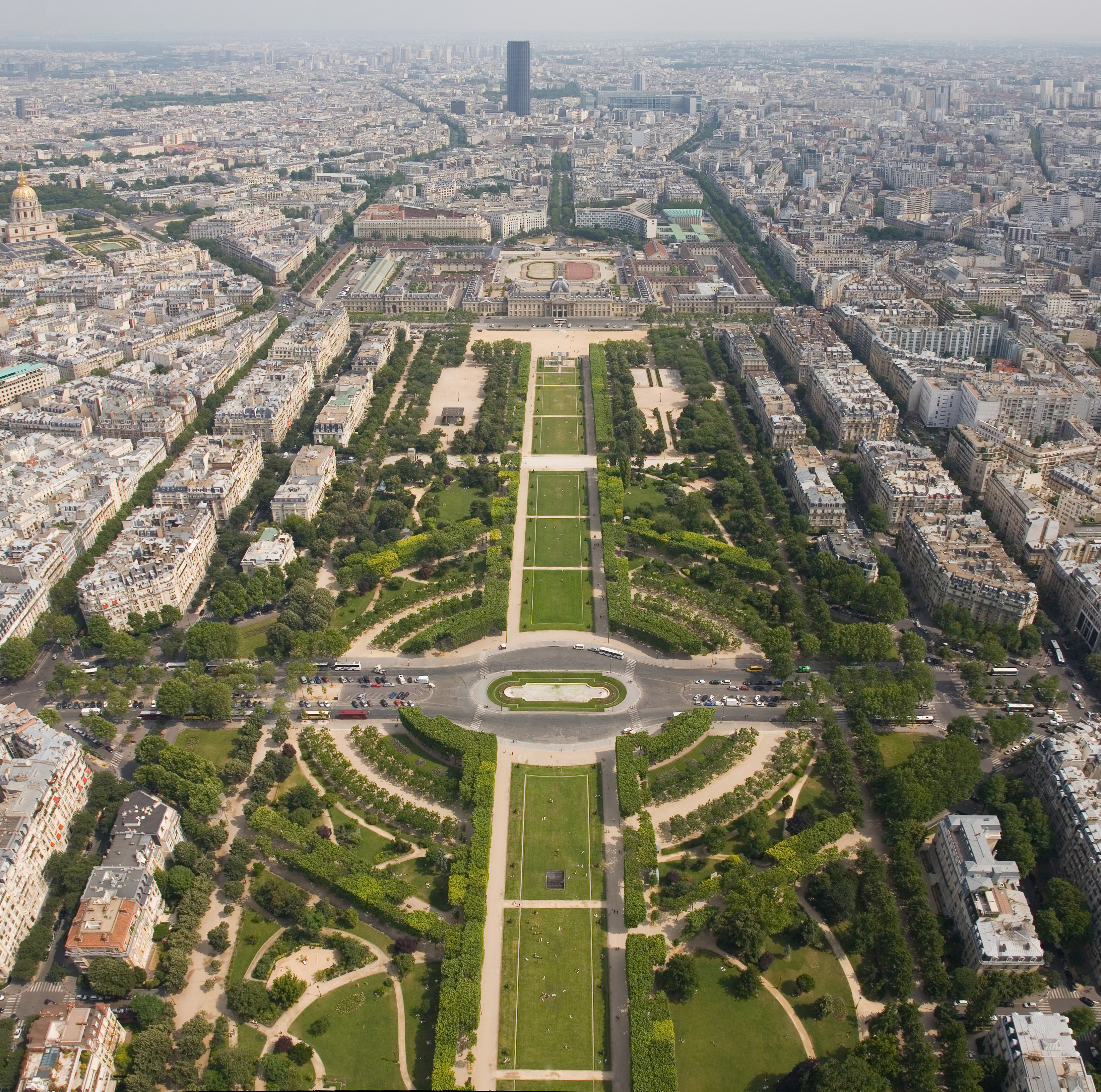
エッフェル塔から見たマルス広場と士官学校

軸線を強調するのは17世紀以降のフランス式庭園の特徴である。またオスマンのパリ改造では軸線と記念碑的建造物を強調した道路整備が行なわれ、以後の都市計画にも引き継がれている。このため、パリには歴史軸の他にも以下のようなさまざまな軸が存在する。
- トロカデロ広場 - シャイヨー宮殿 - イエナ橋 - エッフェル塔 - マルス広場 - 士官学校 : ラ・デファンスとモンパルナス・タワーもやや不正確ながらこの軸上にある。
- クレマンソー広場（シャンゼリゼ通り） - グラン・パレ、プティ・パレ - アレクサンドル3世橋 - オテル・デ・ザンヴァリッド
- マドレーヌ寺院 - コンコルド広場 - コンコルド橋 - ブルボン宮殿 : 歴史軸と直交する。